# Jiří Ládr
Jiří Ládr (* 9. května 1933 – 10. prosince 2019, Plzeň) byl český a československý veterinář, bývalý politik Československé strany socialistické a poslanec Sněmovny lidu Federálního shromáždění za normalizace. Počátkem 90. let ústřední ředitel Státní veterinární správy. Především byl od roku 1945 až do konce života skautem s přezdívkou Bongo, člen 53. oddílu Šedá Střela. V závěru svého života byl členem Svojsíkova oddílu.

## Biografie
K roku 1986 se profesně uvádí jako veterinární lékař. Ve volbách roku 1986 zasedl za ČSS do Sněmovny lidu (volební obvod č. 49 - Rokycany-Plzeň-sever, Západočeský kraj). Ve Federálním shromáždění setrval do konce funkčního období, tedy do svobodných voleb roku 1990. Od 29. 11. 1989 byl na základě usnesení Federálního shromáždění (FS) č. 105 členem společné komise FS a České národní rady pro dohled na vyšetření událostí ze dne 17. 11. 1989 v Praze. Netýkal se ho proces kooptací do Federálního shromáždění po sametové revoluci.
Od roku 1990 až do poloviny roku 1992 vykonával funkci ústředního ředitele Státní veterinární správy. Pak se vrátil na Krajskou veterinární správu do Plzně. V roce 2012 mu na Středoevropském veterinárním kongresu v Brně bylo na návrh Komory veterinárních lékařů ČR uděleno Ocenění veterinární osobnosti za dlouholetou činnost na úseku veterinární medicíny.